# Кулна
Кулна (бенг. চট্টগ্রাম) је град у Бангладешу. На површини од 80,01 km², према попису из 2012. године, живи око 1.500.000 становника, што га чини трећим по величини градом у Бангладешу.

## Демографија
Сам град Кулна има око милион становника. Заједно са околином има око 1,5 милиона становника према попису из 2012. Густина насељености је око 19.000 по km2. Што се тиче писмености, писмено је око 59,1%, што је за нијасу више него на националном нивоу (56,5%).
Што се тиче језика највише се прича бенгалским језиком. Такође, доста се користи и енглески језик - најчешће у пословне сврхе.
Ислам је главна религија у региону Кулна. Око 73,49% су Муслимани, Хинду 25.74%, Хришћани 0.67% и остали 0,1%.